# 단지 (주택)
일본의 단지(団地 단치[*])는 생활 또는 산업 등에 필요한 각종 인프라 및 물류의 효율화를 도모하기 위해 주택 등을 집중시킨 구획 또는 지역 또는 거기에 입지하고 있는 건물 및 건축물을 가리킨다.

## 같이 보기
- 주택단지